# Malakal
Malakal (arap. ملكال) je grad u Južnom Sudanu, upravno sjedište savezne države Gornji Nil (A'ali an-Nil).

## Zemljopis
Malakal leži na istočnoj obali Bijelog Nila, nešto sjevernije od ušća rijeke Sobat u Bijeli Nil.
Malakal je bio sjedište garnizona središnje vlade iz Kartuma za vrijeme Sudanskih građanskih ratova, između Sjevera i Juga, koji su trajali od osnivanja Sudana, sve do 2005. Posljednja veća bitka kod Malakala bila je studenom 2006., danas je Malakal miran grad, dio autonomnog Južnog Sudana.
Malakal ima zračnu luku (IATA kod: MAK, ICAO kod: HSSM) ali je toliko siromašan da nema niti jedan most preko Bijelog Nila.
Popularno domaće jelo je Val Val, kuhani valjušci od brašna, i Fol jelo začinjeno orasima.

## Stanovništvo
U Malakalu su najbrojnije tri etničke skupine; Dinke, Nueri i Šiluki (Shilluk) no pored njih ima još etičkih skupina, samo ne u tako velikom broju.

### Priraštaj
| Godina           | Stanovnika |
| ---------------- | ---------- |
| 1973. (Popis)    | 34.894     |
| 1983. (Popis)    | 33.737     |
| 1993. (Popis)    | 72.000     |
| 2009. (Procjena) | 165.637    |

## Vanjske poveznice
- Karta Malakala (i ostale informacije) na portalu southsudanmaps.